# Достык (городская администрация Аксу)
Достык (каз. Достық) — село в Павлодарской области Казахстана. Находится в подчинении городской администрации Аксу. Административный центр Достыкского сельского округа. Код КАТО — 551643100. Село возникло в 1993 году при совхозе-комплексе «Дружба».

## Население
В 1999 году население села составляло 736 человек (352 мужчины и 384 женщины). По данным переписи 2009 года, в селе проживало 655 человек (310 мужчин и 345 женщин).